# Hannah Scott

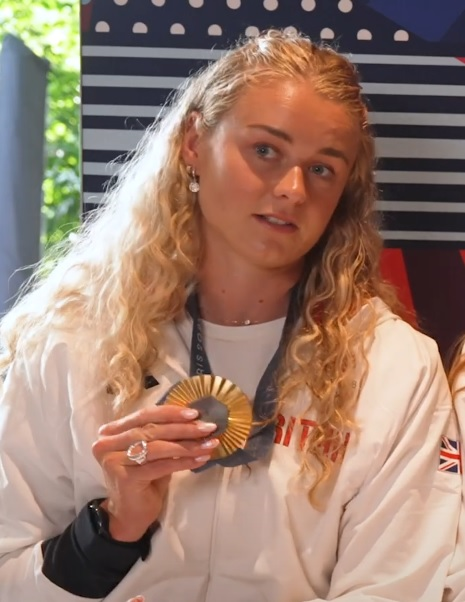
Hannah Scott (2024)

Hannah Elizabeth Scott, MBE (* 18. Juni 1999 in Coleraine, Nordirland) ist eine britische Ruderin. 2023 gewann sie den Weltmeistertitel im Doppelvierer, 2024 wurde sie Olympiasiegerin.

## Karriere
Hannah Scott rudert für den Leander Club.
Bei den U23-Weltmeisterschaften 2018 trat Scott zusammen mit Heidi Long im Zweier ohne Steuerfrau an, die beiden gewannen die Silbermedaille hinter dem Zweier aus den Vereinigten Staaten. Ein Jahr später erruderte sie bei den U23-Weltmeisterschaften 2019 erneut Silber, diesmal mit dem Achter hinter den Niederländerinnen.
Bei den Europameisterschaften 2021 in Varese siegte der niederländische Doppelvierer mit 0,42 Sekunden Vorsprung vor Mathilda Hodgkins-Byrne, Hannah Scott, Charlotte Hodgkins-Byrne und Lucy Glover. Bei den erst 2021 ausgetragenen Olympischen Spielen in Tokio traten im Doppelvierer-Wettbewerb zehn Boote an. Nach einem dritten Platz im Vorlauf und einem vierten Platz im Hoffnungslauf gewannen die vier Britinnen das B-Finale und wurden somit Siebte der Gesamtwertung. 2022 trat Scott im Einer an. Bei den Weltmeisterschaften in Račice u Štětí belegte sie den fünften Platz mit fast vier Sekunden Rückstand auf die Viertplatzierte.
Im nächsten Jahr bei den Europameisterschaften 2023 in Bled ruderte Scott im britischen Doppelvierer. Hier siegten die Ukrainerinnen vor den Niederländerinnen. Fast zwei Sekunden dahinter wurden Lauren Henry, Hannah Scott, Georgina Brayshaw und Lucy Glover Dritte. Drei Monate später bei den Weltmeisterschaften 2023 in Belgrad gewann der britische Doppelvierer mit Lauren Henry, Hannah Scott, Lola Anderson und Georgina Brayshaw mit 0,67 Sekunden Vorsprung vor den Niederländerinnen, die drittplatzierten Chinesinnen lagen über fünf Sekunden hinter den Britinnen.
2024 gewann der britische Doppelvierer bei den Europameisterschaften in Szeged vor den Ukrainerinnen. Drei Monate später bei den Olympischen Spielen in Paris führten die Niederländerinnen bis kurz vor dem Ziel. Mit ihrem Endspurt siegten Lauren Henry, Hannah Scott, Lola Anderson und Georgina Brayshaw mit 0,15 Sekunden Vorsprung vor den Niederländerinnen.
2025 wurde sie für ihre Verdienste um den Rudersport zum Member des Order of the British Empire (MBE) ernannt.